# Hafferia immaculata
El hormiguero inmaculado (en Colombia) (Hafferia immaculata), también denominado hormiguerote inmaculado (en Venezuela), es una especie de ave paseriforme de la familia Thamnophilidae perteneciente al género Hafferia. Anteriormente formaba parte del amplio género Myrmeciza, de donde fue separada recientemente, en 2013. Es nativa del noroeste de América del Sur.

## Distribución y hábitat
Las dos subesepecies se distribuyen en la Serranía del Perijá, en los Andes orientales de Colombia y en el oeste de Venezuela; y en la Serranía de San Lucas y en los Andes centrales de Colombia
Esta especie es considerada poco común en su hábitat natural: el denso sotobosque de selvas húmedas montanas bajas, principalmente debajo de los 1400 m de altitud.

## Descripción
Mide 18,5 cm de longitud y pesa entre 38 y 43 g. Presenta dimorfismo sexual. Exhibe una extensa área de piel desnuda de color azul pálido delante del ojo y blanquecina por detrás. El macho es uniformemente negro lustroso con blanco en el doblez del ala (hombro), generalmente difícil de ver. La hembra es uniformemente de color pardo obscuro, con la face y lo alto de la garganta negruzcos; la cola es negruzca.

## Estado de conservación
El hormiguero inmaculado ha sido calificado como «preocupación menor» por la Unión Internacional para la Conservación de la Naturaleza (IUCN), a pesar de la sospecha de que su población, todavía no cuantificada, esté en decadencia debido a la continua pérdida de hábitat dentro de su zona.

## Comportamiento
Tienen como costumbre bajar la cola para después levantarla lentamente hasta la horizontal o ligeramente arriba. Forrajean en el suelo, hurgando en los substratos bajos del bosque, principalmente dentro de uno a dos metros de altura. Suelen colgarse de tallos verticales. Siguen regularmente regueros de hormigas guerreras, cuando hay disponibles, pero generalmente forrajean en parejas.

### Alimentación
Su dieta consiste de varios tipos de artrópodos; probablemente también de pequeños vertebrados.

### Vocalización
El canto es una serie sonora de notas claras, silbadas y campanilladas, por ejemplo, «piir-piir-piir-piir-piir-piir-piir», haciéndose más lentas hacia el final. El llamado, característico, es un explosivo «chiik!».

## Sistemática

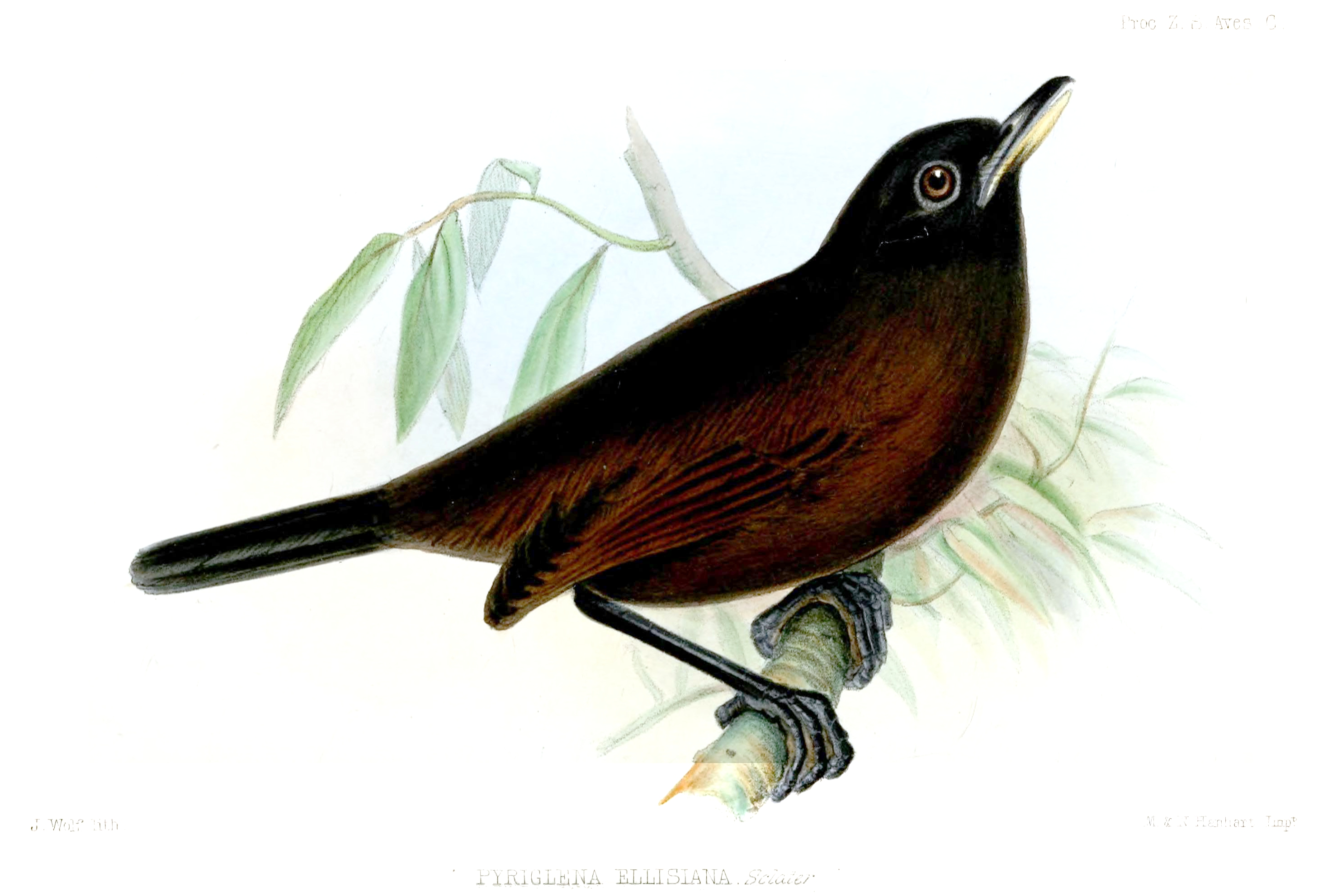
Hafferia immaculata, ilustración de Wolf para Proceedings of the Zoological Society of London, 1855.

### Descripción original
La especie H. immaculata fue descrita por primera vez por el naturalista francés Frédéric de Lafresnaye en 1845 bajo el nombre científico Thamnophilus immaculatus; la localidad tipo es: «Bogotá, Colombia.»

### Etimología
El nombre genérico «Hafferia» homenajea al ornitólogo alemán Jürgen Haffer (1932-2010); y el nombre de la especie «immaculata», proviene del latín «immaculatus», «-in» (sin), «macula» (pinta): «sin pintas», en referencia a la ausencia de pintas tanto en las alas como en el pecho.

### Taxonomía
La presente especie era considerada conespecífica con Hafferia zeledoni Esta era tratada como la subespecie Myrmeciza immaculata zeledoni, pero fue elevada al rango de especie siguiendo a Donegan (2012), con base en diferencias diagnosticables de vocalización y de características del plumaje tanto de machos como de hembras. La elevación a especie fue aprobada en la Propuesta N° 541 al Comité de Clasificación de Sudamérica (SACC).
Hasta recientemente (2013), la presente especie estaba incluida en el amplio género Myrmeciza. La historia del este género se caracteriza por décadas de controversias e incertezas. Autores más recientes expresaron dudas consistentes en relación con la monofilia del grupo, pero no había ninguna revisión disponible que realmente probase la monofilia del grupo.
El estudio de Isler et al. 2013 presentó resultados de filogenia molecular de un denso conjunto de taxones de la familia Thamnophilidae (218 de 224 especies). Estos datos suministraron un fuerte soporte a la tesis de que Myrmeciza no era monofilético. También se compararon las características morfológicas, comportamentales y ecológicas de las especies de Myrmeciza con sus parientes próximos dentro de cada tribu, con el objetivo de determinar los límites genéricos.
Como resultado de estos análisis, la entonces especie Myrmeciza immaculata, junto a Hafferia zeledoni y H. fortis, fueron separadas en un nuevo género descrito Hafferia, incluido en un gran clado longipes, dentro de una tribu Pyriglenini. En la Propuesta N° 628 al (SACC), se aprobó este cambio, junto a todos los otros envolviendo el género Myrmeciza.

### Subespecies
Según las clasificaciones del Congreso Ornitológico Internacional (IOC) y Clements Checklist v.2018, se reconocen dos subespecies, con su correspondiente distribución geográfica:
- Hafferia immaculata immaculata (Lafresnaye, 1845) – Serranía del Perijá; Andes orientales de Colombia y oeste de  Venezuela (Lara, Mérida, Táchira).
- Hafferia immaculata concepcion (Donegan, 2012) – Serranía de San Lucas y Andes centrasles de Colombia (hacia el sur hasta el este de Valle del Cauca y noroeste de Tolima).

En el mismo estudio de Donegan (2012), donde se describió la nueva subespecie concepcion, se consideró a las subespecies descritas brunnea (de la Serranía del Perijá) y affinis (de los Andes de Mérida), apenas como sinónimos de la subespecie nominal. El nombre ellisiana ya era considerado un sinónimo posterior de immaculata.